# جون مككولوك (لاعب كريكت)
جون مككولوك (4 ديسمبر 1894 - 21 أكتوبر 1915) (بالإنجليزية: John McCulloch)‏ هو لاعب كريكت بريطاني.